# Коси
Коси (енгл. Kosi) је река која протиче кроз Индију. Дуга је 730 km. Улива се у Ганг.